# If You Listen
If You Listen は歌手のフランソワーズ・アルディのフランス国内でリリースされた12枚目のアルバム。1972年のフランス版は無題だったが、2000年の再発CDでは1曲目の曲名がつけられた。
アルディの（Brûlure という曲以外は）全曲英語で構成された4枚目のアルバムである。当初は英語圏の国で発売され、初版は1971年に南アフリカ共和国で 4th English Album と題されて発売された。

## 英語で歌った4枚目のアルバム
南アフリカ共和国では、アルディのレコードを販売するワールド・レコードとの契約が終了していた。1971年11月にMvNレーベルとの2年間の契約が結ばれた。アルディは英語で録音した曲を12曲ほど持ち合わせており、アルバムはすぐに制作された。
アルバムにはミック・ジョーンズとトミー・ブラウンによる2曲の新曲（Bown Bown Bown と If You Listen）と、バフィ・セント＝マリー、メリー・ホプキン、ランディ・ニューマン、ニール・ヤングなどのイギリスおよびアメリカのヒット曲のカバーと、アルバムで唯一フランス語で歌われたアルディ自作の Brûlure が収録されている。

## 代表的なバージョン

### 33回転のオリジナル版（バイナル）
南アフリカ共和国、1971年末：マイクログルーブ33回転 / 30cm（バイナル）、4th English Album、MvN (MVC 3520).

### 33回転のフランス版（バイナル）
フランス、1972年9月：マイクログルーブ33回転 / 30cm、DPI distribution/Production : Editions Kundalini (KUN 65057).

### コンパクトディスクでの初版
日本、1990年：コンパクトディスク（ジュエルケース）、Love Songs、éd. Kundalini/Epic/Sony (ESCA 5190).

### フランス版コンパクトディスク
フランス、2000年9月：コンパクトディスク（デジパック）、If You Listen、Productions Hypopotam/Virgin France S.A. (7 24384 99452 5).

#### クレジット
- ブックレット：写真撮影 ジャン＝マリー・ペリエ（フランス語版）、アートワーク ジャン＝ルイ・デュラレク
- 編曲と指揮：
  - トニー・コックス（1-5, 7-10, 12）
  - アーヴ・ロイ（英語版） (6).
  - トミー・ブラウン＆ジミー・ブラウン (11).
- サウンドエンジニア：
  - ヴィクター (1-5, 7-10, 12).
  - ベルナール・エスタルディ（フランス語版） (6).

n** ルネ・アメリーヌ (11).
- 弦楽編曲：
  - アーヴ・ロイ (6),
  - トミー・ブラウン＆ミック・ジョーンズ (11),
  - トニー・コックス (1-5, 7-10, 12).

#### 収録曲
収録された12曲はステレオ音声で録音された。
| #   | タイトル                                                           | 作詞                                 | 作曲                                   | 初演者                                             | 時間    |
| --- | ------------------------------------------------------------------ | ------------------------------------ | -------------------------------------- | -------------------------------------------------- | ------- |
| 1.  | 「If You Listen」                                                  | ミック・ジョーンズ＆トミー・ブラウン | ミッキー・ジョーンズ＆トミー・ブラウン |                                                    | 3分36秒 |
| 2.  | 「Ocean」(原題： The Ocean)                                        | ビヴァリー・マーティン               | ビヴァリー・マーティン                 | ジョン・マーティン＆ビヴァリー・マーティン、1970年 | 3分49秒 |
| 3.  | 「Until It’s Time for You to Go」                                  | バフィ・セント＝マリー               | バフィ・セント＝マリー                 | バフィ・セント＝マリー、1965年                     | 2分59秒 |
| 4.  | 「The Garden of Jane Delawnay」(原題：The Garden of Jane Delawney) | トバイアス・ボッシェル               | トバイアス・ボッシェル                 | トゥリーズ、1970年                                 | 3分35秒 |
| 5.  | 「Sometimes」                                                      | マイルス・ウートン                   | アラン・テイラー                       | アラン・テイラー、1971年                           | 3分10秒 |
| 6.  | 「Let My Name Be Sorrow」(原題：Quand je te regarde vivre)         | マルティーヌ・ハビブ                 | ベルナール・エスタルディ               | メリー・ホプキン、1971年                           | 3分07秒 |
| 7.  | 「Brûlure」                                                        | フランソワーズ・アルディ             | フランソワーズ・アルディ               |                                                    | 2分50秒 |
| 8.  | 「Can’t Get The One I Want」                                       | ビヴァリー・マーティン               | ビヴァリー・マーティン                 | ジョン・マーティン＆ビヴァリー・マーティン1970年   | 2分50秒 |
| 9.  | 「I Think It’s Gonna Rain Today」                                  | ランディ・ニューマン                 | ランディ・ニューマン                   | ジュリアス・ラ・ローザ、1966年                     | 2分42秒 |
| 10. | 「Take My Hand for A While」                                       | バフィ・セント＝マリー               | バフィ・セント＝マリー                 | バフィ・セント＝マリー、1968年                     | 3分01秒 |
| 11. | 「Bown Bown Bown」                                                 | ミック・ジョーンズ＆トミー・ブラウン | ミック・ジョーンズ＆トミー・ブラウン   |                                                    | 3分52秒 |
| 12. | 「Till The Morning Comes」                                         | ニール・ヤング                       | ニール・ヤング                         | ニール・ヤング、1970年                             | 1分31秒 |

## アルバム関連のディスコグラフィー

### 45回転盤（バイナル）
- 南アフリカ共和国、1971年：SP、MvN (MVS 332).

1. Until It's Time For You To Go (バフィ・セント＝マリー（英語版）),
2. Till The Morning Comes (ニール・ヤング).

- フランス、1971年3月：SP、Production Hypopotam/Sonopresse (HY 45.907).

1. T'es pas poli (パトリック・ドヴェール)、パトリック・ドヴェールとのデュエット
2. Let My Name Be Sorrow (Quand je te regarde vivre), (ジョルジュ・シャトラン（フランス語版）とジル・マルシァル（フランス語版）による歌詞のマルティーヌ・ハビブによる英語化　/ ベルナール・エスタルディ（フランス語版）).

### アルバムの国外版
- オーストラリア、1972年：LP、Let My Name Be Sorrow、éd. Kundalini/Interfusion (SITFL 934.290).
- ニュージーランド、1972年：LP、Let My Name Be Sorrow、éd. Kundalini/Interfusion (SITFL 934.290).
- オランダ、1972年：LP、éd. Kundalini/CBS (S 65057).
- ブラジル、1974年：LP、éd. Kundalini/Som Livre (404.7039).
- 日本、1975年：LP、Love Songs、éd. Kundalini/Epic (ECPO 18).

### 再発売版
- 日本、1979年：LP、Love Songs、éd. Kundalini/Epic/Sony (25-3P-75).
- フランス、2017年6月23日：LP、If You Listen、Parlophone/Warner Music France (190295 989569).
- 欧州連合2017年6月：LP (black 180 g), If You Listen、パーロフォン / ワーナー・ミュージック (190295 989569).

#### アルバムの12曲が収録されたコンピレーション
- イギリス、2013年4月：CD、Midnight Blues – Paris . London . 1968-72、Ace International (CDCHD 1358)
  - このアルバムの曲と、アルバム『One-Nine-Seven-Zero』から曲が収録されているが、Soon Is Slipping Away はアルバム En anglais 収録の Loving You に置き換えられている。